# Décembre 2009

## Faits marquants
- 1er décembre
  - Honduras : élection présidentielle, remportée par Porfirio Lobo. L'Union européenne refuse d'envoyer des observateurs, le Mercosur ne reconnaissant pas non plus ces élections.
  - Monde : journée mondiale de lutte contre le sida.
  - Europe : entrée en vigueur du traité de Lisbonne qui organise le fonctionnement de l'Union européenne. Herman Van Rompuy prend ses fonctions de président.
- 2 décembre
  - Pakistan : attentat-suicide à Islamabad : 1 mort et 3 blessés
- 3 décembre
  - Somalie : attentat-suicide à Mogadiscio : 24 morts, dont 4 ministres du Gouvernement Fédéral de Transition
  - Espace : les membres du 21e équipage permanent de la Station spatiale internationale sont rentrés sur terre
  - Sport : la joueuse de tennis Amélie Mauresmo met un terme à sa carrière.

- 4 décembre
  - Pakistan : attaque d'une mosquée à Rawalpindi : 39 morts et plus de 40 blessés
  - Indonésie : incendie dans un bar à Medan : 20 morts
  - Afrique du Sud : Le tirage au sort de la coupe du monde 2010 a été effectué au Cap
  - France : le quatrième traité sur l'Antarctique a été publié
  - États-Unis: Mort du catcheur de la WWE Umaga

- 5 décembre
  - Russie : incendie dans une discothèque à Perm : 109 morts et plus de 130 blessés
  - Soudan : attaque contre des casques bleus dans le Darfour : 2 morts et 1 blessé
  - Italie : une étudiante américaine, Amanda Knox, est condamnée à 26 ans de prison pour le meurtre de Meredith Kercher, sa camarade de chambre britannique. La défense fera appel
  - Sport : l'Espagne remporte la Coupe Davis 2009 de Tennis.
  - Sport : centième anniversaire de l'équipe canadienne de hockey des Canadiens de Montréal.

- 7 décembre
  - France : le Conseil d'État censure la remise en question par La Poste des délégations de masse
  - Sport : Mateja Kežman désigné Ballon de plomb 2009
- 8 décembre
  - Sport : le skieur français Jean-Baptiste Grange met un terme à sa saison à la suite d'une blessure aux ligaments croisés du genou contractée lors de la descente de Beaver Creek. Il ne pourra donc pas participer aux Jeux olympiques d'hiver de 2010 à Vancouver.
- 9 décembre
  - Sport : Christine Nesbitt remporte la médaille d'or du 1 000 mètres féminin, lors de la Coupe du Monde de patinage de vitesse à Calgary
  - Chine : Liu Xiaobo est accusé d'incitation à la subversion.

- 10 décembre
  - États-Unis : accord historique de compensation des amérindiens
  - États-Unis : le président Barack Obama reçoit à Oslo le Prix Nobel de la paix.
- 11 décembre
  - Santé : l'OMS déclare que la grippe A a fait 9 600 morts jusqu'ici.
  - Pakistan : cinq Américains interpellés pour avoir préparé un attentat

- 12 décembre
  - Sport : Niels Albert vainqueur en cyclocross à Essen, en Belgique.
  - Télévision : la série Les Simpson fête ses 20 ans sur W9.
  - Gaza : un paysan palestinien a été abattu par l'armée israélienne.
  - Libye : Human Rights Watch note des progrès limités dans les droits de l'homme en Libye. L'ONG demande aussi la libération immédiate des deux otages suisses retenus en Libye.
  - Soudan : un émissaire américain arrive à Khartoum pour tenter de calmer les résurgences du vieux conflit entre le gouvernement d'Omar el-Béchir et le Soudan du Sud chrétien.
  - Europe : l'UE envisage de nouvelles sanctions contre l'Iran sur le dossier nucléaire.
  - Canada : un comité médical a été créé pour examiner les risques d'une exploitation d'uranium à Sept-Îles.
  - Asie : Inauguration du gazoduc d'Asie centrale - Chine.
  - Caucase : élection présidentielle en Abkhazie.
- 13 décembre
  - Danemark : de nombreuses manifestations ont lieu en marge du sommet sur le climat de Copenhague. La police est décriée pour ses méthodes « violentes »
  - Guinée : la junte au pouvoir rencontre les anciens partis politiques
  - Sport : le cycliste français Stéphane Goubert prend part à la dernière épreuve de sa carrière entre Montpellier et le pic Saint-Loup.
  - Chili : lors du premier tour de l'élection présidentielle, Sebastián Piñera (droite ; 44 %) et Eduardo Frei (gauche ; 30 %) arrivent en tête.
  - Catch : TLC (2010)

- 14 décembre
  - Émirats arabes unis : Abou Dabi débloque 10 milliards de dollars (6 942 millions d'euros ou 10,5 milliards de francs) pour soutenir Dubaï, dont le conglomérat Dubaï World est en défaut de paiement.
  - Sport : Niels Albert vainqueur en cyclocross à Overijse, en Belgique.
  - Iran : l'Iran teste un élément-clé de l'arme nucléaire.
  - Russie : le ministre russe des Affaires Étrangères, Sergueï Lavrov, se déclare disposé à conclure un traité de paix avec le Japon.
  - ONU : après que des armes à destination de la Corée du Nord ont été saisies en Thaïlande, Ban Ki-moon appelle à des sanctions envers Pyongyang.

- - Espace Lancement du télescope spatial WISE par une fusée Delta II
- 15 décembre
  - Afghanistan : un attentat à la voiture piégée fait 5 morts et 10 blessés à Kaboul
  - Afrique : le lac Tchad s'assèche de plus en plus et les dirigeants des pays qui le bordent craignent d'avoir une "deuxième mer d'Aral"
  - Bulgarie : la radio RFI Sofia interrompt sa diffusion après 19 ans.
  - Sport : Alain Perrin est limogé de son poste d'entraîneur de l'AS Saint-Étienne
  - Sport : Alberto Contador a été élu cycliste de l'année.
  - Chypre : l'ONU décide de prolonger le mandat du contingent de paix
  - Cinéma : Marion Cotillard a été nommée aux Golden Globes pour son rôle dans Nine
  - Danemark : les PVD sont en colère contre les pays industrialisés qui ne veulent pas payer et veulent faire un "accord au rabais"
  - ONU : Le Suisse Joseph Deiss a été élu président de l'Assemblée Générale.
  - Palestine : Mahmoud Abbas estime que les pourparlers pourront reprendre lorsqu'Israël aura reconnu les frontières revendiquées par la Palestine et que les implantations seront gelées
  - Caucase : Nauru a reconnu l'indépendance de l'Abkhazie
- 16 décembre
  - Europe : José Manuel Barroso veut taxer les transactions financières à l'échelle mondiale
  - États-Unis : premier vol du Boeing 787
  - Angleterre : ouverture des trains à grande vitesse reliant le Kent à Londres
- 17 décembre
  - Palestine : selon Mahmoud Abbas, la paix pourrait être conclue en six mois.
  - Danemark : L'Afrique revoit ses demandes dans le sommet de Copenhague.
  - Iran : Nouveau tir de missiles sur fond de tensions avec l'Occident
  - Vatican : Laïcisation d’Emmanuel Milingo, Archevêque émérite de Lusaka.
- 19 décembre
  - Sport : le 19 décembre 2009, après avoir éliminé le CF Atlante en demi-finales, le Barça remporte la Coupe du monde des clubs en battant l'Estudiantes de La Plata 2 buts à 1 après prolongation. Les Catalans remportent ainsi leur sixième titre de l'année 2009. Une première mondiale.
  - télévision jeunesse Création de Ludo les zouzous l'intention de moderniser l'offre jeunesse de France Télévisions. Elle est diffusée sur France 4 qui n'a pas de programme jeunesse précis .France 3 Ludo Les Zouzous, programme de France 5 pour les 3-6 ans, deviennent quant à eux Ludo Zouzous.
- 21 décembre
  - Birmanie : cérémonie de lancement du chantier du barrage de Myitsone
- 24 décembre
  - Médias : WikiLeaks est contraint de suspendre ses publications faute de fonds. Le site est spécialisé dans la publication de fuites.
- 25 décembre
  - Terrorisme : l'éthiopien Umar Farouk Abdulmutallab tente de faire exploser le vol Northwest Airlines 253 à destination des États-Unis
- 30 décembre : Guerre d'Afghanistan : Attentat-suicide de la base de Chapman qui tue plusieurs agents de la CIA.
- 31 décembre : éclipse lunaire partielle.